# Baka (Dunaszerdahelyi járás)
Baka (szlovákul Baka) község Szlovákiában, a Nagyszombati kerületben, a Dunaszerdahelyi járásban. Alsó- és Felsőbaka egyesítésével jött létre.

## Fekvése
Dunaszerdahelytől 12 km-re délnyugatra, az Alsó-Csallóközben található a település.

## Élővilága

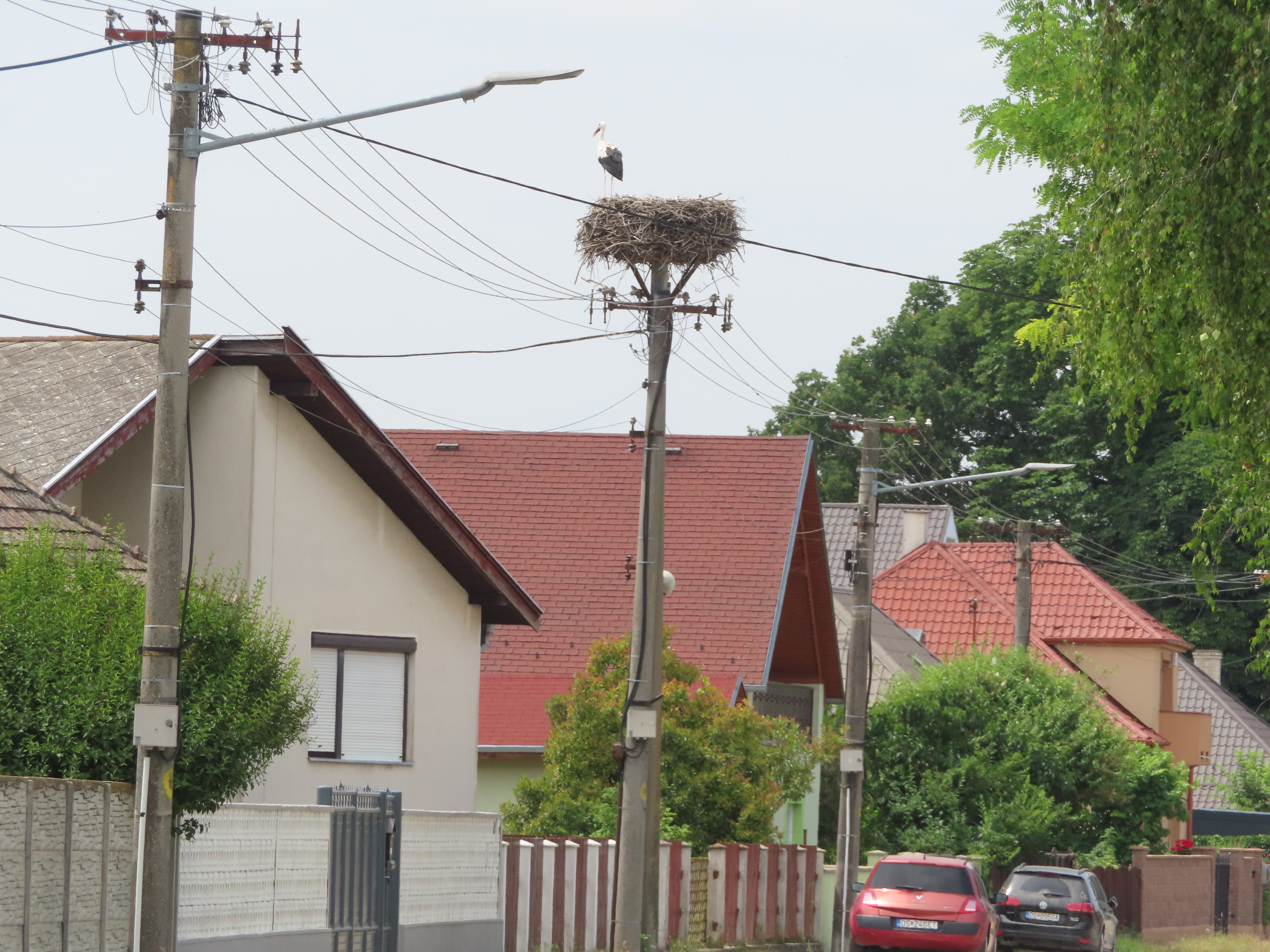
2023

Bakán egy gólyafészket tartanak nyilván.

## Története
A falut 1274-ben királyi udvarnokok szállásaként említik, ekkor épült római katolikus temploma is, amely elpusztult. Helyette 1767 és 1770 között újat emeltek, melyet a Mindenszentek tiszteletére szenteltek. 1937-ben újították fel.
A község alatt folyó Duna-ágon az ősidők óta épültek vízimalmok.
Vályi András szerint "Alsó Baka. Elegyes lakosú falu Poson Vármegyében, birtokosai több Uraságok, lakosai katolikusok, fekszik Bőstöl nem meszsze Tsilíz patakja mellett, hasznos malmai vagynak a’ Duna vizén. Határja középszerű, vagyonnyainak eladására jó alkalmatossága, második Osztálybéli."
"Felső Baka. Elegyes magyar falu Poson Vármegyében, birtokosai külömbféle Urak, lakosai katolikusok, fekszik az előbbeninek szomszédságában, helyben fűrész, és száraz malma van, vízi pedig a’ Dunán jó távól; határja tzín mosó fűvel bővelkedik, réttye, legelője jó, második Osztálybéli."
Fényes Elek szerint "Baka (Alsó, Felső), két egymáshoz közel fekvő magyar falu, Poson vgyében, a Csiliz vizénél, ut. p. Somorjához 3 órányira, a győri utban. Az 1-sőben van 519 kath., 2 ref., 6 zsidó; a másodikban 413 kath., 26 zsidó lak., és egy kath. paroch. templom. Határjok termékeny; rétjek, legelőjök, s a Duna szigetjében erdejük elég. Szarvasmarhát, lovat, juhot, szép mennyiségben tartanak. F. u. Bartal, Kulcsár, Jankó, s más számos nemesek."
A trianoni békeszerződésig Pozsony vármegye Dunaszerdahelyi járásához tartozott.

## Népessége
| Év:            | 1994. | 2004.   | 2014.   | 2024.   |
| -------------- | ----- | ------- | ------- | ------- |
| Emberek száma: | 1118  | 1120    | 1105    | 1130    |
| Eltérés:       |       | +0,17 % | -1,33 % | +2,26 % |

| Év:            | 2023. | 2024.   |
| -------------- | ----- | ------- |
| Emberek száma: | 1136  | 1130    |
| Eltérés:       |       | -0,52 % |

1880-ban 809 lakosából 782 magyar anyanyelvű és 27 csecsemő volt. 760 római katolikus, 30 zsidó, 18 evangélikus és 1 református vallású volt.
1910-ben 853 lakosából 850 magyar, 2 német és 1 más anyanyelvű volt.
2001-ben 1093 lakosából 1011 magyar és 76 szlovák volt.
2011-ben 1114 lakosából 950 magyar és 148 szlovák volt.
2021-ben 1136 lakosából 943 (+36) magyar, 148 (+13) szlovák, 6 (+2) egyéb és 39 ismeretlen nemzetiségű volt.

## Neves személyek
- 1871-ben született Bakán Jankó Zoltán. A család Pozsony vármegye nemesei közé tartozott. Gyermekkorát szülőfalujában töltötte, ahol szülei jómódú gazdálkodók voltak. Az egyetemet Pozsonyban végezte, ahol jogot tanult. Tanulmányai befejezése után gazdag közéleti pályát futott be: volt Pozsonyban hivatali tisztviselő, tanácsos, majd mint alispán dolgozott. 1918-ban Pozsony megye főispánjává nevezték ki. Íróként és kultúrpolitikusként tartják számon. Legkiemelkedőbb műve az 1940-ben megjelent Mesél a szülőföldem című könyve. A kötetben szereplő novellák: A mi házunk, A pogánynak keresztelt gyerek, A bécsi rokon, Mozoli bácsi szóhoz jut.
- Itt szolgált Farkas Mihály esztergomi tiszteletbeli kanonok, szentszéki ülnök.
- Itt szolgált Zsilinszky Kázmér (1910-1985) bencés tanár, plébános.
- Itt szolgált Herdics György (1966) szlovákiai magyar pap, címzetes apát, tiszteletbeli kanonok, esperes, a Remény hetilap főszerkesztője, egyetemi tanár.
- Itt szolgált Karaffa János (1973-2021) szlovákiai magyar plébános.

## Nevezetességei

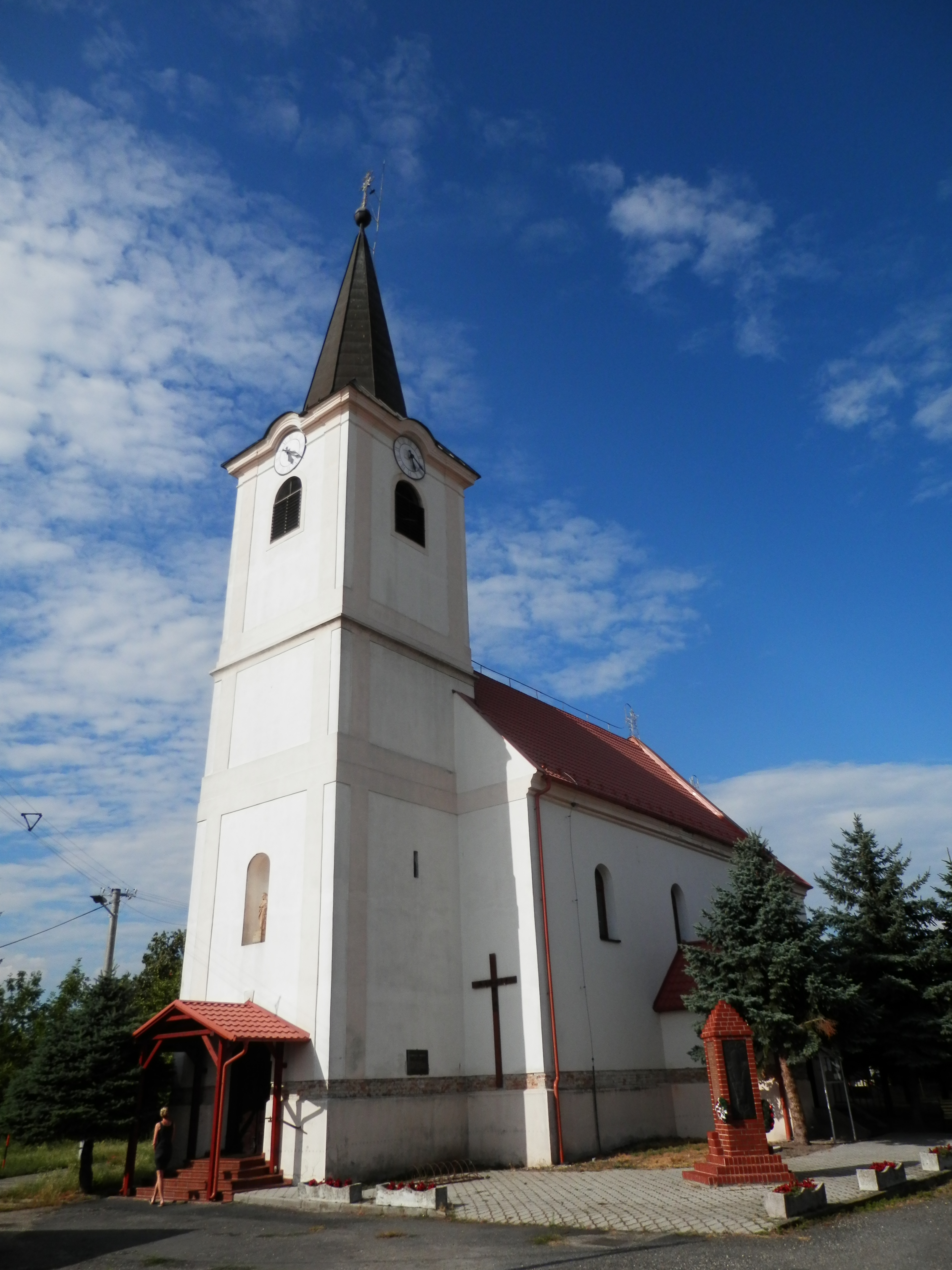
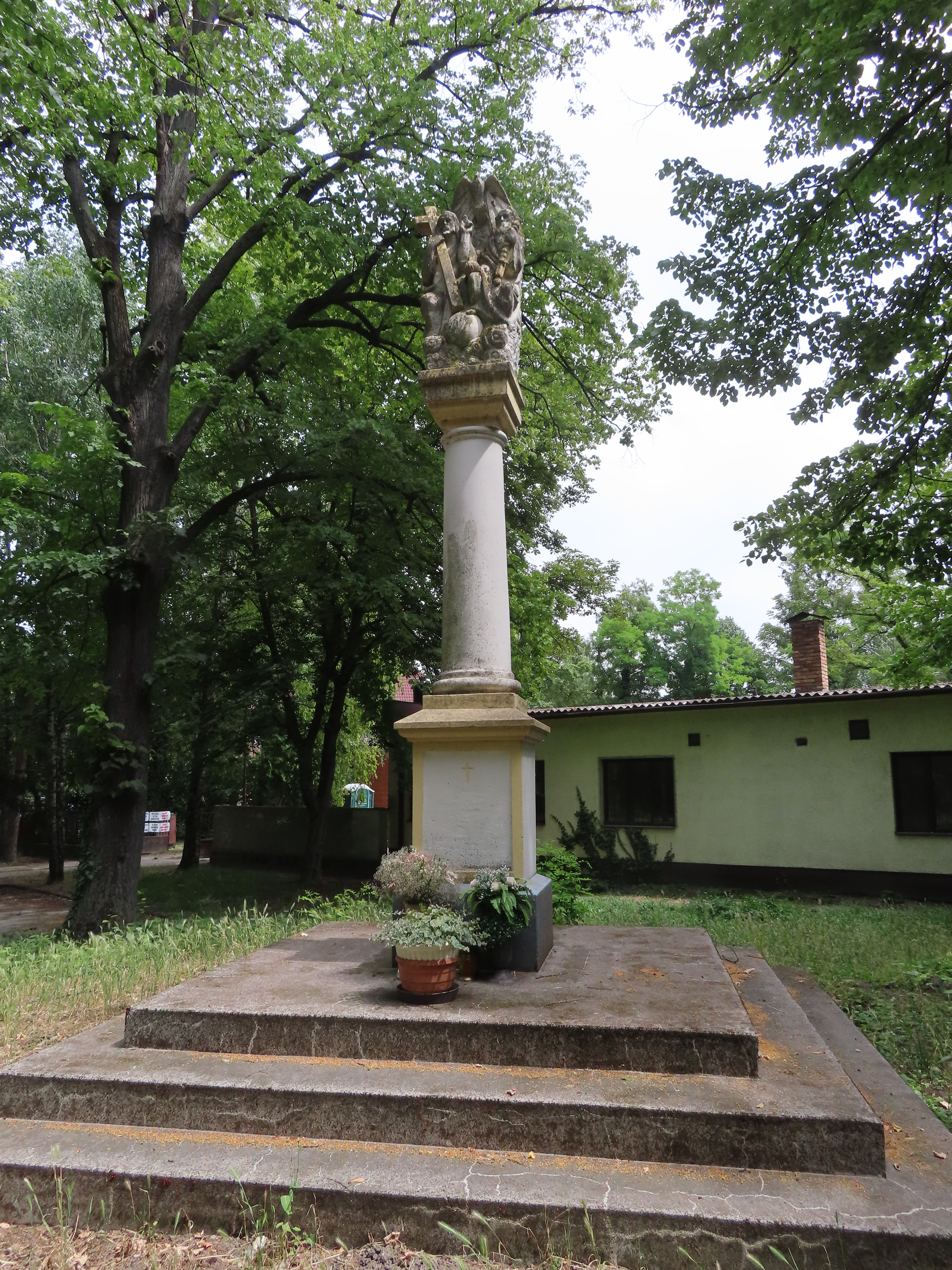
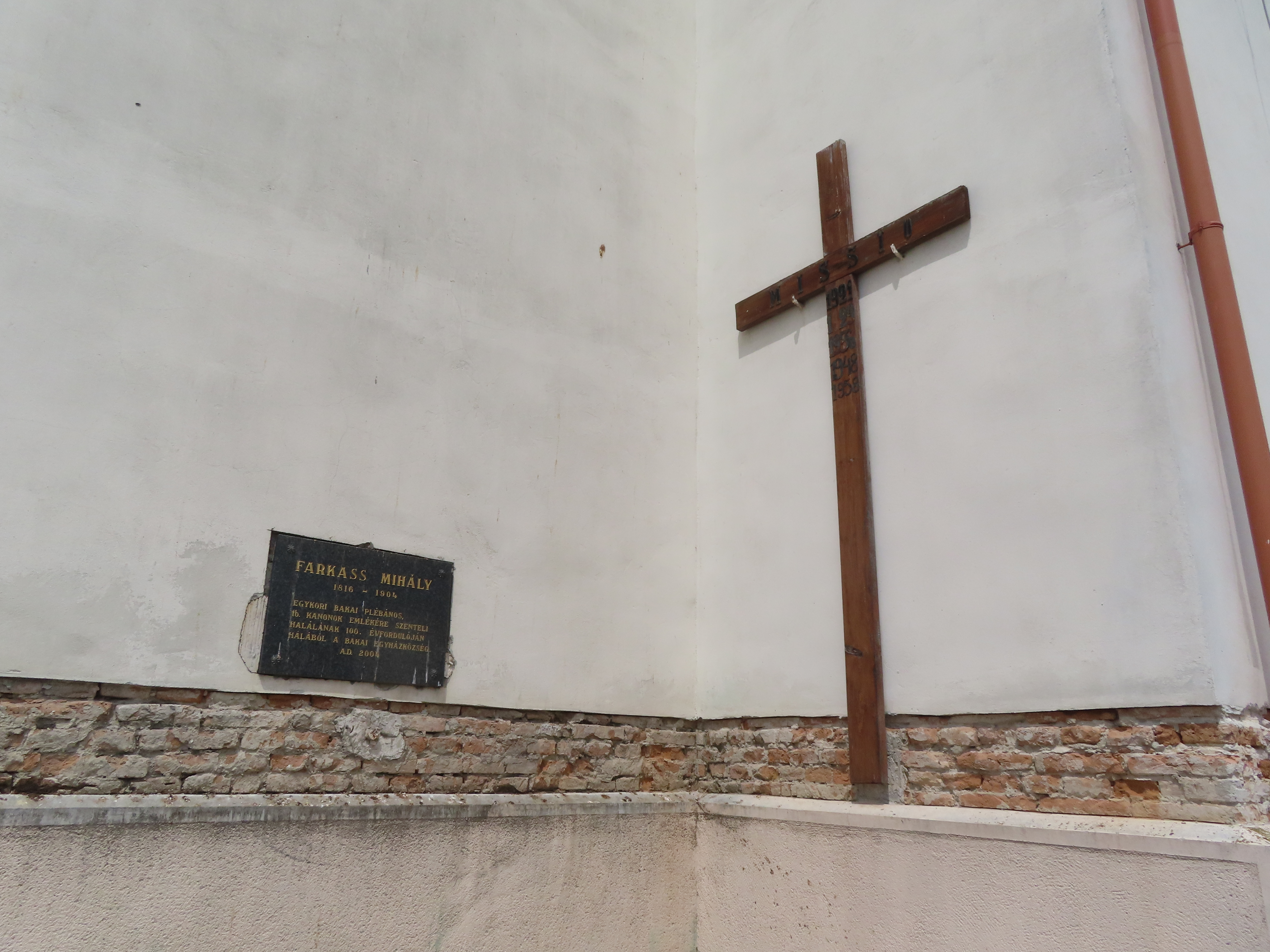
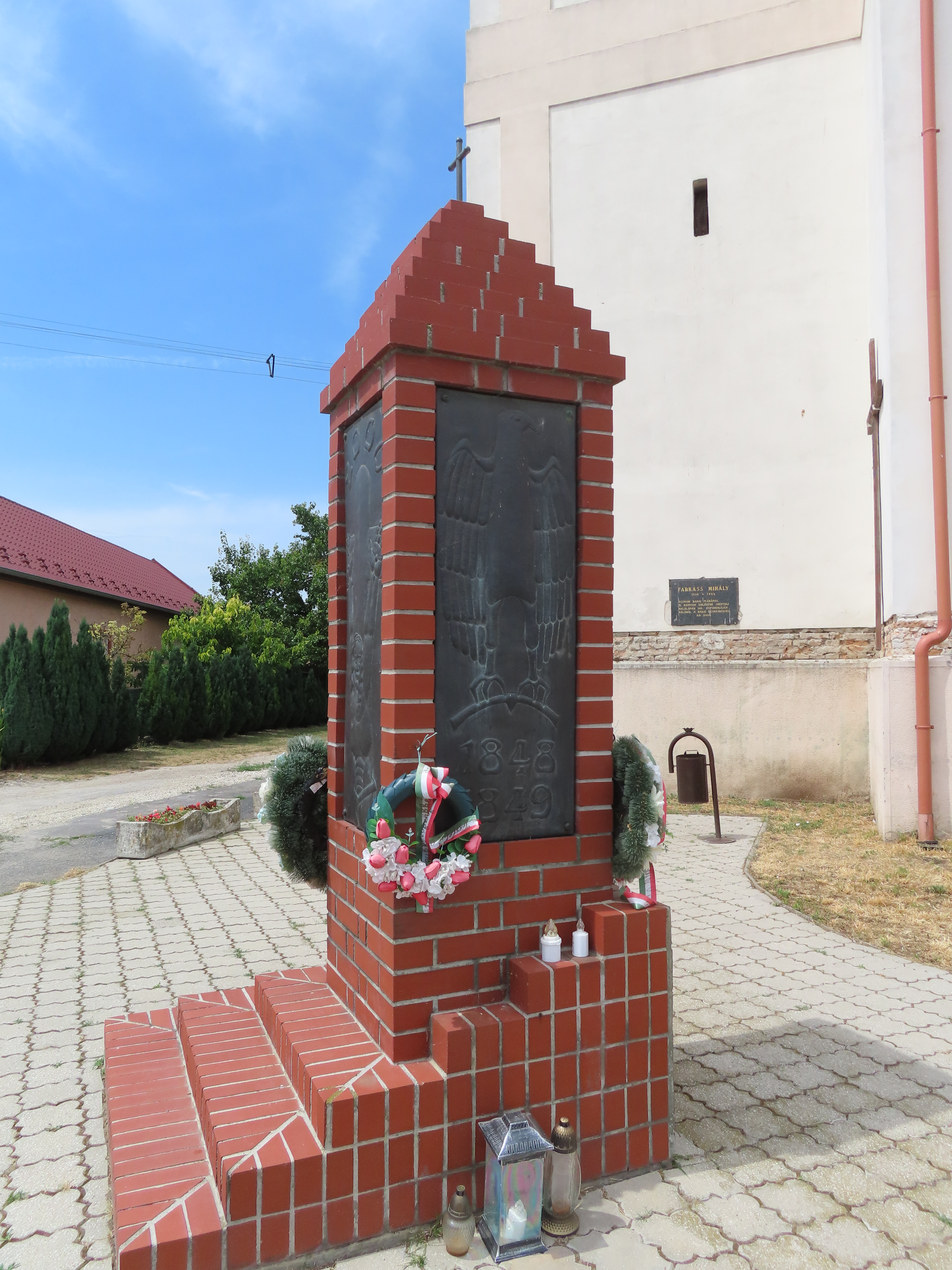
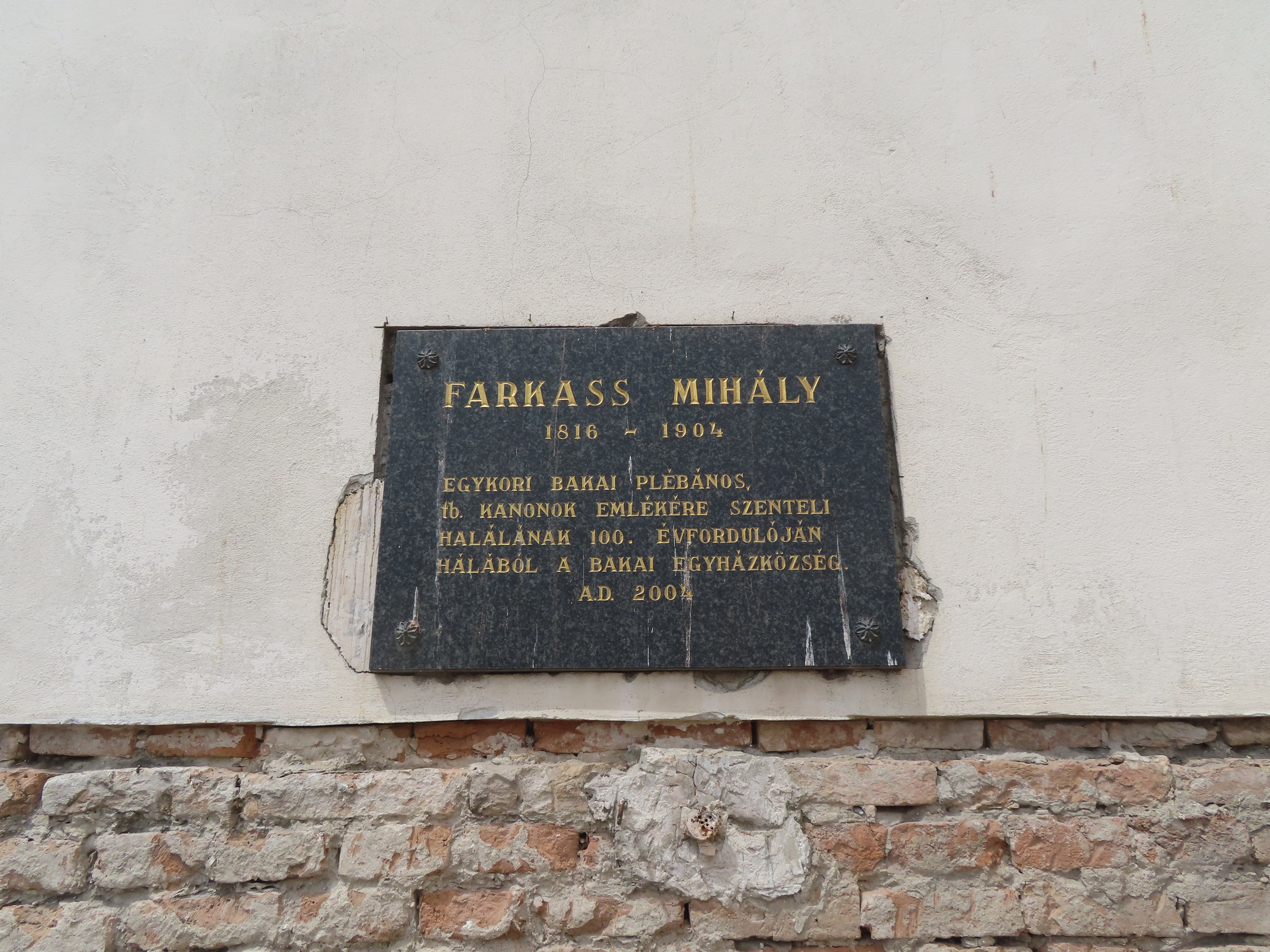
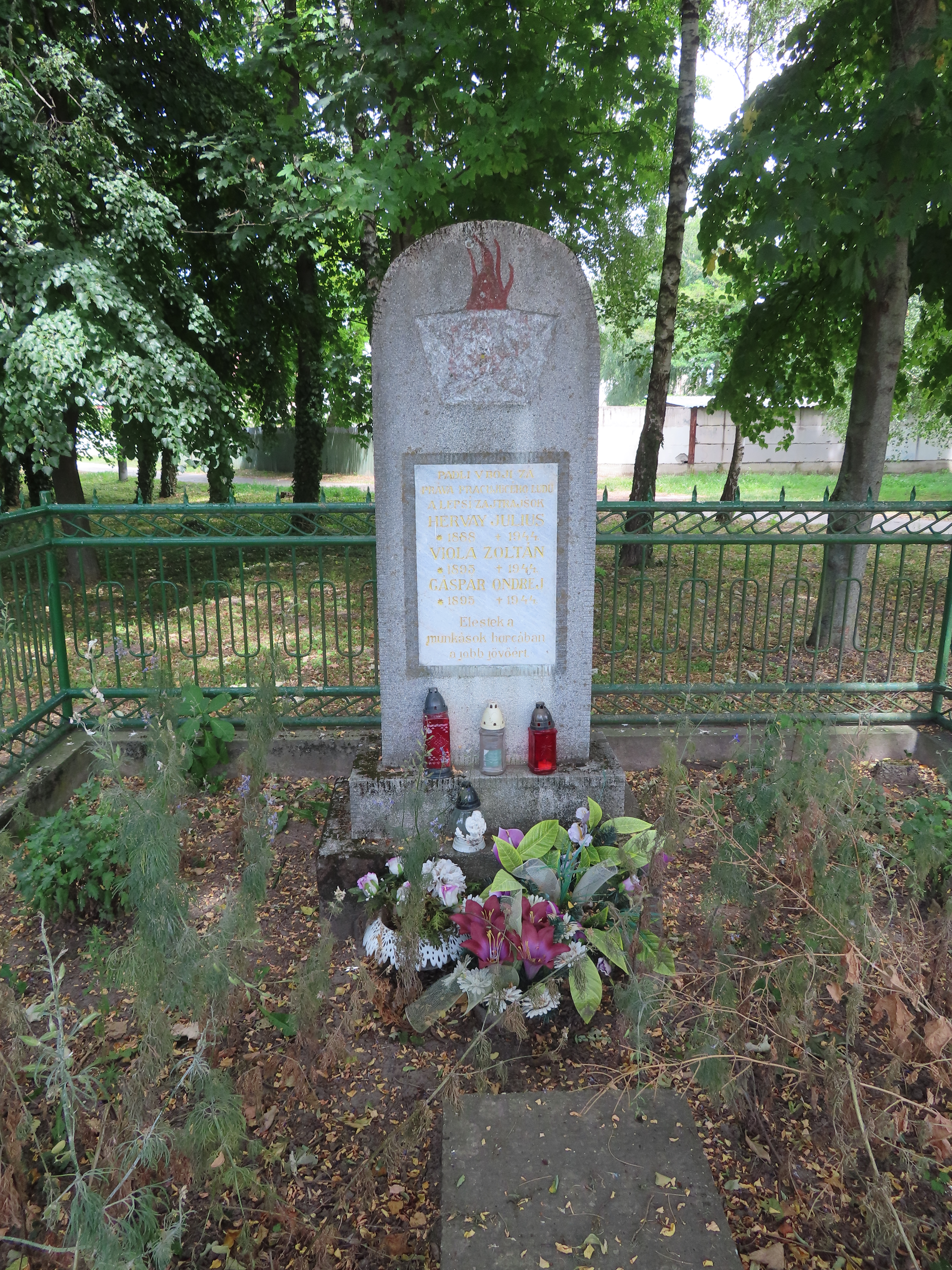

- A Mindenszentek tiszteletére szentelt római katolikus temploma 1728-ban épült.
- A községházán helytörténeti gyűjtemény látható.

## Sport
A bakaiak a húszas évek második felében ismerkedtek meg a futballal Jányi István és Tóth Béla jóvoltából, akik annak idején Pozsonyban végezték tanulmányaikat. Ők hozták be a faluba az első futball-labdát.
A futballklubot 1931-ben alapították. Az FC Baka Csallóköz egyik legpatinásabb klubja, legnagyobb riválisa a Bősi Tornaegylet. A csapat 24 évet játszott a kerületi osztályban, anyagi gondok miatt a 2005/2006-os szezonban kiestek, jelenleg a dunaszerdahelyi területi szövetségében kiírt első osztályában játszanak. A felnőtt csapat 2009. június 20-án a dunaszerdahelyi területi szövetség által kiírt második osztály bajnoka lett 6 pont előnnyel, és ősztől már a járási élvonalban folytatja a küzdelmet.
A hazai mez színe piros-kék, míg az idegenbeli mez tiszta fehér vagy zöld. A csapat jelenlegi vezetőedzője Patasi János.[forrás?]

## Testvértelepülés
- Lipót